# Églises de la paix à Jawor et Świdnica
Les églises de la paix, en polonais : Kościoły Pokoju, dans les communes de Jawor et Świdnica en Silésie, en Pologne sont des églises inscrites au patrimoine mondial de l'UNESCO depuis 2001. Elles doivent leur nom aux traités de paix de Westphalie de 1648.
Le traité permet aux protestants luthériens de Silésie de construire trois églises en bois, terre et paille à l'extérieur des murs de la ville, sans clochers ni cloches. Le temps de construction est limité à un an. La troisième église de la paix, érigée à Głogów est incendiée en 1758.

## Histoire
L'église de la paix de Jawor, dédiée au Saint-Esprit mesure 43.5 mètres de long, 14 mètres de large et 15,7 mètres de haut et a une capacité de 5 500 personnes. Elle a été construite par l'architecte Albrecht von Saebisch (1610-1688) de Wroclaw et a été achevée un an plus tard en 1655. Les 200 peintures à l'intérieur ont été réalisées par Georg Flegel entre 1671 et 1681. L'autel, de Martin Schneider, date de 1672, l'orgue original de J. Hoferichter, de Legnica, construit en 1664 est remplacé en 1855-1856 par Adolf Alexander Lummert.
À cette époque, la ville faisait partie du royaume de Prusse depuis environ un siècle. Cent ans plus tard, en 1945, la ville est devenue une partie de la Pologne, à la suite de l'accord de Potsdam. Bien que la plupart des églises protestantes des provinces allemandes reprises par la Pologne en 1945 soient devenues catholiques, les deux églises de la paix desservent toujours leurs paroisses luthériennes.
L'église de la Paix de Świdnica dédiée à la Trinité, a survécu comme celle de Jawor. Toutes deux ont été restaurées par une coopération germano-polonaise et reconnues par l'UNESCO en 2001.

## Sites historiques alentour
- Château de Gola Dzierżoniowska
- Cité médiévale de Niemcza
- Monastère cistercien à Henryków
- Arboretum de Wojsławice